# 不歸之門 (維達)
不歸之門（法語：Porte du non-retour）是位於西非国家贝宁维达海灘的一座纪念拱门，由混凝土和青铜製成，其外觀為一座向海的「巨大混凝土拱門，上面繪著被銬著的屍體的蝕刻版畫，象徵著被奴役的人被送往美洲登陸點」，纪念从维达奴隶港口被带到美洲的非洲奴隶。
不歸之門於1995年落成。建筑师伊夫‧阿溫-尼蒙與幾位藝術家合作完成了这个建築。 柱子和浮雕由贝南艺术家 幸運‧班代拉设计，独立的骨骼由伊夫·克佩德设计，青铜部分則由多米尼克·庫拉斯·亙諾努设计。
不歸之門是聯合國教科文組織於1994年在貝南啟動的倡議奴隸之路的一部分，觀光路線的起點是維達歷史博物館（Musee d`Histoire d`Ouidah），終點即為不歸之門。

## 文學
奈及利亞裔英國詩人尤米‧索黛（Yomi Sode）著有多首描繪17世紀貝南不歸之門景象的詩歌，並且於2021年完成錄音。